# Počet
Počet (latinsky a anglicky calculus) je ucelený a soustavně pojímaný obor vyšší matematiky, zejména
- integrální počet
- diferenciální počet
- tenzorový počet
- teorie pravděpodobnosti

Bývá často zaměňován s blízkou matematickou analýzou.